# Erika Rossi
Erika Rossi (Italia, 20 de noviembre de 1955) es una atleta italiana retirada especializada en la prueba de 400 m, en la que consiguió ser subcampeona europea en pista cubierta en 1984.

## Carrera deportiva
En los Juegos Mediterráneos de Casablanca 1983 ganó dos medallas: oro en relevos 4x400 metros —con un tiempo de 3:33.63 segundos que fue récord de los campeonatos, por delante de Francia y Yugoslavia, siendo sus compañeras de equipo: Cosetta Campana, Giuseppina Cirulli y Letizia Magenti— y plata en 400 metros, con un tiempo de 53.83 segundos, tras la francesa Raymonde Naigre  y por delante de su paisana italiana Cosetta Campana  (bronce).
En el Campeonato Europeo de Atletismo en Pista Cubierta de 1984 ganó la medalla de plata en los 400 metros, con un tiempo de 52.37 segundos, tras la checoslovaca Taťána Kocembová y por delante de la búlgara Rositsa Stamenova (bronce con 52.41 segundos).